# 及川ひろみ
及川ひろみ（おいかわ ひろみ）は、日本の歌手。岩手県西磐井郡花泉町（現・一関市）出身。1994年マキシシングル「切れたブレス」でデビュー。SHADE'Sではボーカルを担当しRay（レイ）という名前で活動した。独特の低音の歌声に惹かれるファンも根強い。現在は活動を休止している。

## 来歴
岩手県西磐井郡花泉町油島（現在の一関市）出身。花泉町立花泉北中学校（現一関市立花泉中学校）、岩手県立花泉高等学校を経て、卒業後上京。コンピュータ系の企業へ就職する。カラオケのところをスカウトされ、その後歌手になるため2年の間、アルバイトをしながら準備を進めた。
1994年10月21日、BMGビクター（当時）よりマキシシングル『切れたブレス』でデビュー。同曲がTBS系放送の「怪傑ダチョウ三銃士!」のオープニングテーマ曲に採用される。なお、同年11月には郷里花泉町の小野寺亮助町長にデビューを報告している。
1995年12月1日、郷里の一関文化センター大ホールにて凱旋コンサートを開催。 2000年バンドグループSHADE'Sを結成。同年7月7日、エイベックスディストリビューションよりマキシシングル「Realize」を発売しメジャーデビューを果たした。収録曲が朝日放送「人気者で行こう!」のエンディングテーマとハウスとんがりコーン（ハウス食品）のCMテーマソング（CMに藤原竜也出演）に採用される。

## 音楽・及川ひろみソロ
- アルバム・『不安と期待』（1994年12月16日）

1. 木枯しが吹く前に
2. 悪い予感
3. あなたならできる
4. 切れたブレス
5. 同じ空眺めてる
6. 不安と期待
7. う・ぬ・惚・れ
8. 愛は渡せない
9. 真冬の星座
10. 風の中でも
11. ありふれた午後

- マキシシングル・『切れたブレス』（1994年10月21日）

1. 切れたブレス     
作詞：もときあつこ / 作曲：片岡ヒロマサ
2. 風の中でも     
作詞：岡佐智代 / 作曲：山本敬之

- コンピレーション・アルバム『カイガン・グロウン』（1996年11月・発売元カイガンレコード／販売元日本クラウン）

湘南を代表するアーティスト、ブレッド&バターの岩沢二弓、元KUWATA BANDのベーシスト、琢磨仁率いるHALF MOON、元The KIDSの桐明孝侍、そしてL.A.からは、ブッダ・ヘッズのアラン・ミリキタニらが参加したコンピレーション・アルバムへ及川ひろみの曲が収録された。
曲目・
1. 友達(Half Moon)
2. カイガン・ガール(Alan Mirikitani)
3. ダンシング・フレイム～2 リトル G.～(岩沢二弓)
4. (ゼイ・ロング・トゥ・ビー)クロース・トゥ・ユ(タイロン橋本)
5. クリスマスベル(宮手健雄)
6. 陽のあたる道(端山龍麿)
7. ステーション(桐明孝侍)
8. こもれび(森田哲郎)
9. ロンリー・イン・ザ・ナイト(及川ひろみ)
10. BREVET（手紙）(岩沢シーマ)

## 音楽・SHADE'S（ボーカルRay）
- マキシシングル・『Realize』（2000年7月7日）

1. Realize     
作詞：SHADE'S / 作曲：SHADE'S
2. Solution     
作詞：SHADE'S / 作曲：Luna
3. Let's start break!     
作詞：SHADE'S / 作曲：SHADE'S
4. Realize     
作詞：SHADE'S / 作曲：SHADE'S

## その他
インディーズ（D-POPレコード）発売(1999年4月15日）のCDに収録された『ずっとそばで』SHADE'S作詞・作曲が映画『ドンを撃った男』（1999年ギャガ・コミュニケーションズ・監督和泉聖治・出演・的場浩司、千堂あきほ、なべおさみ）などのエンディングテーマ曲として採用される。